# Eliza Buceschi
Eliza-Iulia Buceschi (født d. 1. august 1993) er en kvindelig rumænsk håndboldspiller som spiller i CS Rapid București og for Rumæniens kvindehåndboldlandshold. Hun har tidligere optrådt for CS Oltchim Râmnicu Vâlcea, HCM Baia Mare, Corona Braşov, tyske Thüringer HC og danske FC Midtjylland Håndbold.

## Bedrifter
- Liga Națională

Vinder: 2014
Sølv: 2013, 2015
- Cupa României

Vinder: 2013, 2014, 2015
- Supercupa României

Vinder: 2013, 2014

## Individuelle bedrifter
Årets håb i Rumænien: 2011
HCM Baia Mare Player of the Year: 2011
Bedste unge spiller i EHF Champions League: 2015 